# (69231) Alettajacobs
(69231) Alettajacobs est un astéroïde de la ceinture principale.

## Description
(69231) Alettajacobs est un astéroïde de la ceinture principale. Il fut découvert le 16 mars 1972 à l'Observatoire Palomar par Tom Gehrels. Il présente une orbite caractérisée par un demi-grand axe de 2,64 UA, une excentricité de 0,26 et une inclinaison de 31,6° par rapport à l'écliptique.

## Compléments